# Lotna
Lotna è un film del 1959 diretto da Andrzej Wajda.
Film di guerra di produzione polacca.